# Zdzisław Łęcki

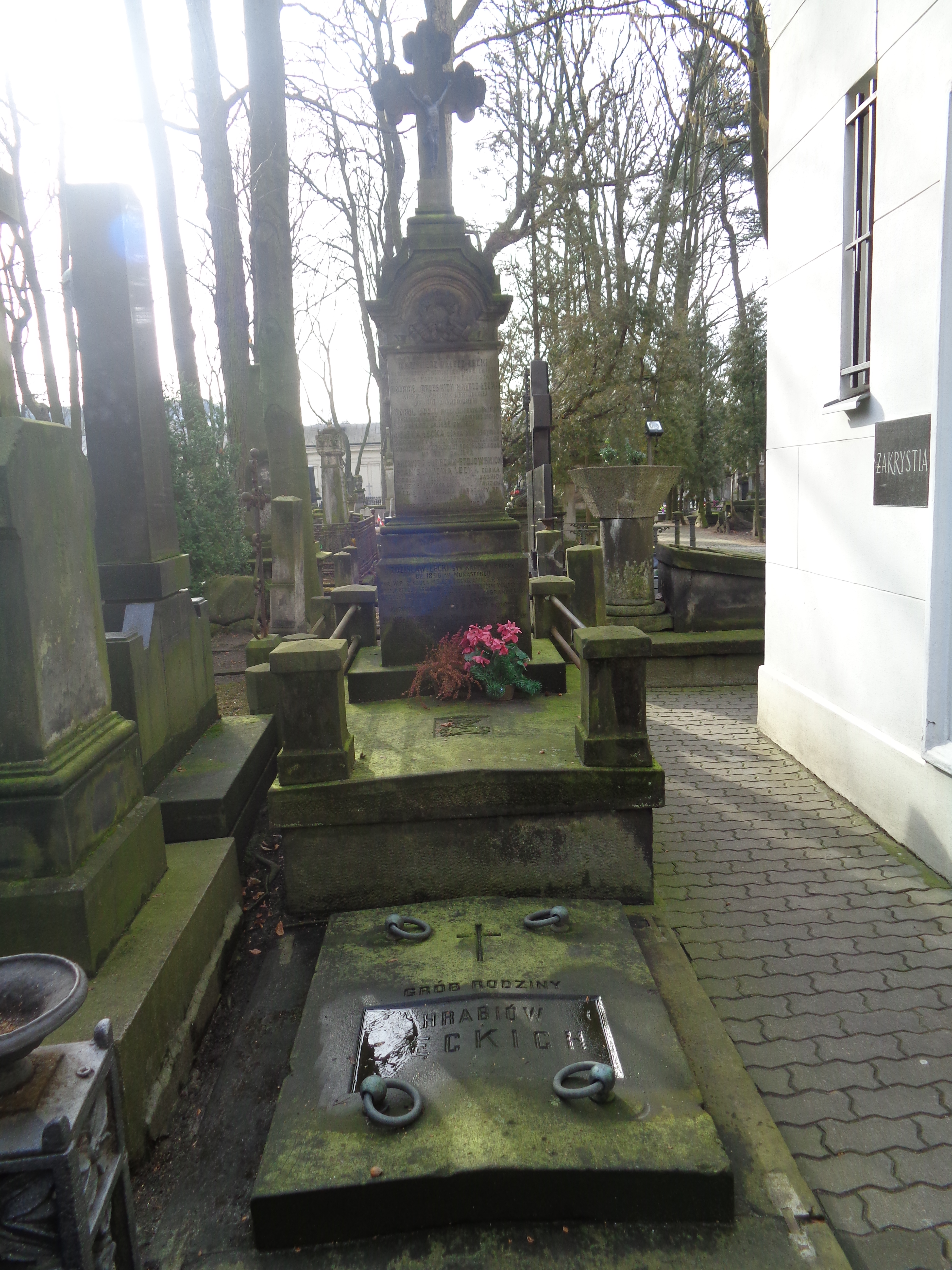
Grób Zdzisława Łęckiego na cmentarzu Powązkowskim

Zdzisław Bohdan Stefan Łęcki herbu Nałęcz (ur. 19 sierpnia 1890 w Monastercu, zm. 26 października 1968 w Londynie) – porucznik artylerii Wojska Polskiego, dyplomata.

## Życiorys
Zdzisław Bohdan Stefan Łęcki urodził się 5 lutego 1896 w Monastercu. Był wnukiem Kazimierza Łęckiego (ziemianin), synem Karola (1858–1937), właściciela Monasterca i Heleny z Łęckich oraz bratem Stanisława (zm. 1974) radcy prawnego.
Podczas I wojny światowej był żołnierzem Legionów Polskich. Po odzyskaniu przez Polskę niepodległości został przyjęty do Wojska Polskiego. Przed 1923 uzyskał stopień naukowy doktora praw. Podczas  wojny polsko-bolszewickiej brał udział w walkach na froncie litewsko-białoruskim. Został zweryfikowany w stopniu porucznika rezerwy artylerii ze starszeństwem z dniem 1 czerwca 1919. W 1923, 1924, był oficerem rezerwowym 10 pułku artylerii ciężkiej z Przemyśla. W 1934 jako porucznik rezerwy był przydzielony do Oficerskiej Kadry Okręgowej nr I jako przebywający stale zagranicą i pozostawał wówczas w ewidencji Powiatowej Komendy Uzupełnień Warszawa Miasto III.
W latach 20. wstąpił do służby dyplomatycznej II Rzeczypospolitej. Od 28 maja 1928 do 15 stycznia 1929 był pracownikiem kontraktowym Konsulatu RP w Lipsku. Od 16 stycznia 1929 do 15 kwietnia 1930 przebywał w Konsulacie Generalnym RP w Paryżu. Następnie od 16 kwietnia 1930 do 1 maja 1932 był praktykantem w Departamencie Konsularnym w Ministerstwie Spraw Zagranicznych. Później był przydzielona do służby w Poselstwie w Rydze, od 1 maja 1932 jako attaché poselstwa i tytularny sekretarz poselstwa I klasy, a od 1 sierpnia 1934 II sekretarz poselstwa. Skierowany ponownie do centrali MSZ od 31 marca 1936 był referentem Departamentu Polityczno-Ekonomicznego, od 1 czerwca 1936 Departamentu Konsularnego, od 1 października 1936 Departamentu Polityczno-Ekonomicznego. Od 1 września 1937 mianowany radcą MSZ. W 1937 był radcą Referatu Sowieckiego w Wydziale Wschodnim (P. III) Departamentu Polityczno-Ekonomicznego MSZ. Zasiadał w Komisji Rewizyjnej Klubu Urzędników Polskiej Służby Zagranicznej. Później pełnił funkcję sekretarza ambasady RP w Moskwie.
Po zakończeniu II wojny światowej przebywał na emigracji w Wielkiej Brytanii. Do 26 września 1949 wraz z trzema innymi osobami, w tym Władysławem Leszczyńskim, prowadził spółkę pod nazwą „Earls Court Bookshop”, zajmującą się sprzedażą i wydawaniem książek. Zamieszkując w Londynie i pracując jako rysownik 21 stycznia 1958 został naturalizowany w Wielkiej Brytanii. Zmarł 26 października 1968 w Londynie. 30 listopada 1968 został pochowany w grobowcu rodzinnym na cmentarzu Powązkowskim w Warszawie (kwatera 7-6-17).

## Ordery i odznaczenia
- Krzyż Walecznych (dwukrotnie)[4][14]
- Medal Niepodległości[4]
- Srebrny Krzyż Zasługi (9 listopada 1932)[15]
- Medal Pamiątkowy za Wojnę 1918–1921[4]
- Krzyż Legionowy[3]
- Krzyż Oficerski Orderu Gwiazdy Rumunii (Rumunia)[4]
- Krzyż Oficerski Orderu Trzech Gwiazd (Łotwa)[4]
- Medal 10 Rocznicy Wojny Niepodległościowej (Łotwa)[4]